# Jakow Petrowitsch Kulnew

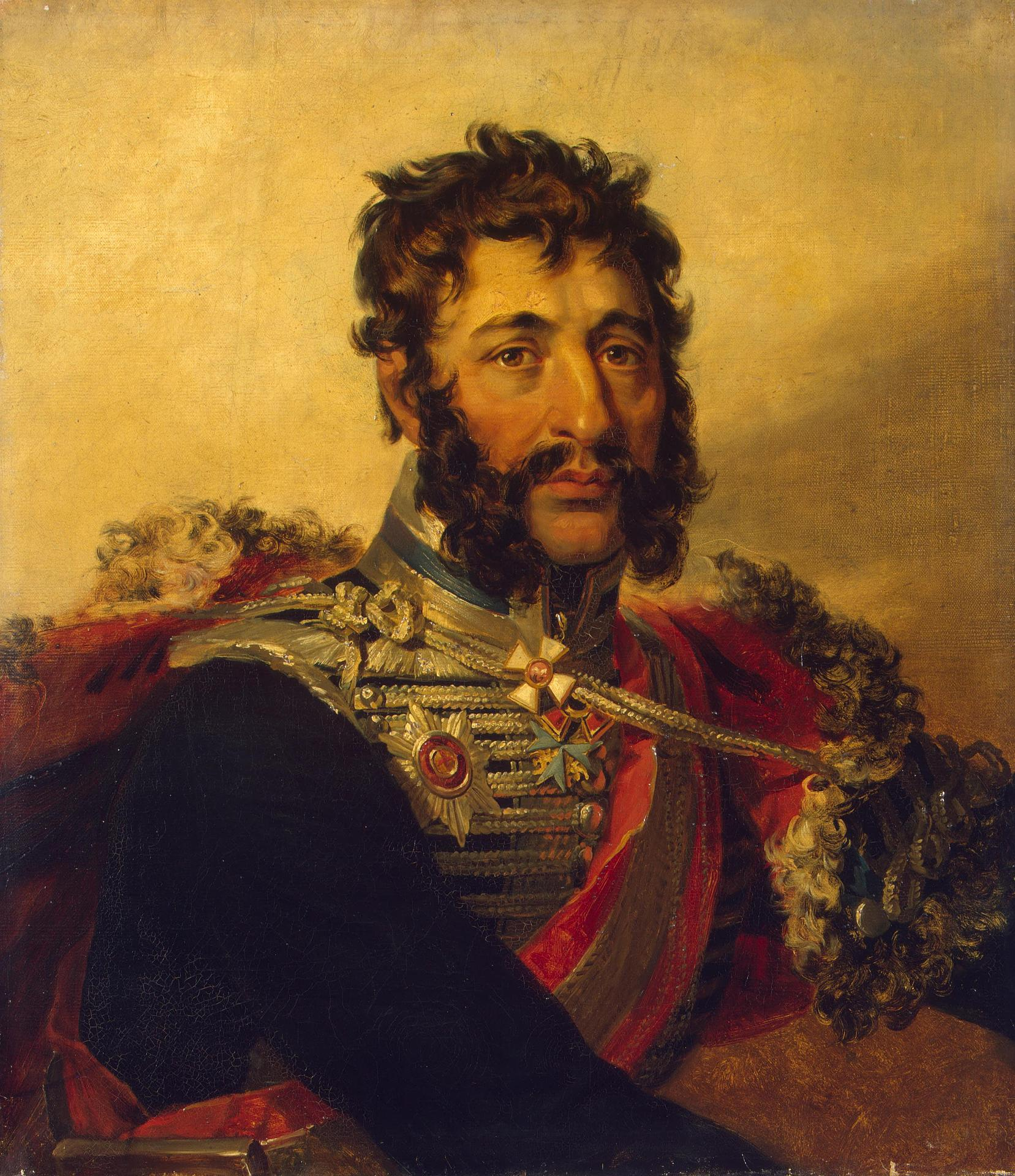
Jakow Petrowitsch Kulnew, Porträt von George Dawe, Winterpalast, St. Petersburg

Jakow Petrowitsch Kulnew (russisch Яков Петрович Кульнев, wiss. Transliteration Jakov Petrovič Kul'nev; * 25. Julijul. / 5. August 1763greg. in Ludza, Woiwodschaft Livland; † 20. Julijul. / 1. August 1812greg. gefallen in der Schlacht bei Klyastitsy, Kreis Polozk, Gouvernement Witebsk) war ein russischer Offizier, der im Russisch-Schwedischen Krieg eine wichtige Rolle spielte.

## Leben

### Kindheit und Jugend
Jakow Petrowitsch Kulnew stammte aus einer Militärfamilie. Er war der Sohn von Piotr Wasiljewitsch Kulnew (1727–1795), damals Oberleutnant des Kargopoler Karabiniers' Regiments und dessen Frau Luise Johanne geb. Graebenitz (od. Graevenitz) aus Pommern. 1770 begann er seine militärische und schulische Ausbildung in Sankt Petersburg. Seinen ersten Feldzug führte er im Russisch-Türkischen Krieg (1787–1791) durch, wobei er sich auszeichnete: Er eroberte die Festung Bendery.

### Beim Militär

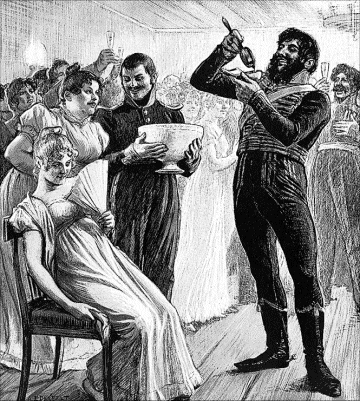
Kulnew bei einer Siegesfeier

Später nahm er an der polnischen Offensive 1794 teil, wo er unter dem Kommando von Suworow stand. Nach dem Krieg wurde Kulnew Major und in das Sumskoi-Husaren-Regiment versetzt. Er wurde nach der Schlacht von Friedland gegen Napoleon I. 1807, in der Kulnew im Grodno-Husaren-Regiment kämpfte, zum Oberst befördert.
1808 befehligte Kulnew in Finnland eine unabhängige Einheit, die oftmals hinter feindlichen Linien operierte, um den Gegner zu beunruhigen. Er zeichnete sich als Kavalleriekommandeur aus. Außerdem war er bei der finnischen Bevölkerung sehr beliebt. Kulnews Spitzname war Don Quijote. Kulnew ist in der finnischen Geschichte als ein fairer und ritterlicher Kommandant bekannt. Er wurde außerdem auch von dem Dichter Runeberg erwähnt, indem dieser ihn in der Gedichtsammlung Fähnrich Stahl zum Gegenstand eines Gedichts machte und seine Ritterlichkeit und Tapferkeit lobte. Kulnews Gegenüber bei den Schweden war Georg Carl von Döbeln, der als ebenso nobler und ritterlicher Kommandant galt.  Kulnew und Döbeln trafen sich einige Male während einiger Schlachten. Am 16. April 1808 zwang Kulnew seinen Kontrahenten Döbeln nach einer intensiven Winterschlacht zum Rückzug.

### Im Russisch-Schwedischen Krieg
Im frühen Juli 1808 geschah eines der merkwürdigsten Zusammentreffen der beiden Kommandanten. Kulnew und von Döbeln trafen sich in Kauhava persönlich um Gefangene auszutauschen. Unter anderem wurde über den aktuellen Bauernaufstand im südlichen Österbotten gesprochen.
In der Schlacht von Oravais befehligte Kulnew die russische Vorhut und war somit auch der erste, der auf die schwedischen Verteidiger traf. Des Weiteren führte Kulnew nach dem schwedischen Rückzug einen waghalsigen Angriff auf das schwedische Festland in Grisslehamn nahe Stockholm durch. Kulnews Männer marschierten von Åland aus über das Eis, um die Schweden von hinten anzugreifen. Am 19. März marschierten russische Truppen entlang eines schwedischen Ufers, um die schwedische Vorhut in Grisslehamn zu überlisten. Die Angst vor dem feindlichen Angriff verbreitete sich wie ein Lauffeuer unter den Küstenbewohnern, die sofort die Evakuierung starteten. Kulnew konnte Grisslehamn einige Tage lang besetzt halten, bevor er nach abgeschlossenen Verhandlungen nach Osten zurückkehrte. In dieser Zeit war Schweden im Aufruhr, weil König Gustav IV. Adolf gerade durch einen Militärputsch gestürzt worden war.

### Nach dem Krieg
Für diese Operation wurde Kulnew der St.-Annen-Orden verliehen. Später erhielt er für seine Tapferkeit den St.-Georgs-Orden.
Nach dem Russisch-Schwedischen Krieg wurde Kulnew Generalmajor und nahm am Russisch-Türkischen Krieg teil. Zu Beginn des Vaterländischen Krieges gegen Napoleon I. zeichnete sich Kulnew unter der Leitung von Wittgenstein aus. Am 30. Juli 1812 kämpfte Kulnew gegen die Franzosen unter Oudinot und war an der Eroberung des Dorfes Jakobovo beteiligt. Danach führte er die Verfolgung der Franzosen an und nahm mehr als 900 Soldaten gefangen. Während dieser Verfolgungsjagd ritten Kulnew und seine Kavallerie in einen französischen Hinterhalt und gerieten unter starkes  Artilleriefeuer. Beim Rückzug wurde er von einer französischen Kanonenkugel so schwer verwundet, dass er noch am gleich Tag verstarb.
Kulnew kommandierte stets größere Armeen, unabhängige Einheiten und Vorhuten. In Finnland war er der erste, der das Feuer auf die schwedische Armee eröffnete, als der erste Rückzug im Frühling 1808 endete. Er war auch der erste, der das Schlachtfeld von Oravais erreichte. Außerdem war er der erste General, der 1812 im Krieg für Russland starb.
Aufgrund seiner menschlichen Qualitäten und seiner militärischen Fähigkeiten genoss er allgemein hohes Ansehen.